# Earle Wells
Pour les articles homonymes, voir Wells.
Earle Wells est un skipper néo-zélandais né le 27 octobre 1933 à Auckland et mort le 1er octobre 2021.

## Carrière
Earle Wells obtient une médaille d'or olympique de voile en classe Flying Dutchman avec Helmer Pedersen aux Jeux olympiques d'été de 1964 de Tokyo à bord du Pandora.